# Episodi di Sisters (prima stagione)
La prima stagione della serie televisiva Sisters è stata trasmessa in anteprima negli Stati Uniti d'America dalla NBC tra l'11 maggio 1991 e il 20 giugno 1991.
| nº | Titolo originale                 | Titolo italiano | Prima TV USA   | Prima TV Italia |
| -- | -------------------------------- | --------------- | -------------- | --------------- |
| 1  | Moving In, Moving Out, Moving On |                 | 11 maggio 1991 |                 |
| 2  | 80%                              |                 | 18 maggio 1991 |                 |
| 3  | A Thousand Sprinkles             |                 | 25 maggio 1991 |                 |
| 4  | Devoted Husband, Loving Father   |                 | 1º giugno 1991 |                 |
| 5  | Of Mice and Women                |                 | 8 giugno 1991  |                 |
| 6  | Deja Vu All Over Again           |                 | 15 giugno 1991 |                 |
| 7  | Some Tuesday in July             |                 | 20 giugno 1991 |                 |